# Remchingen (Adelsgeschlecht)

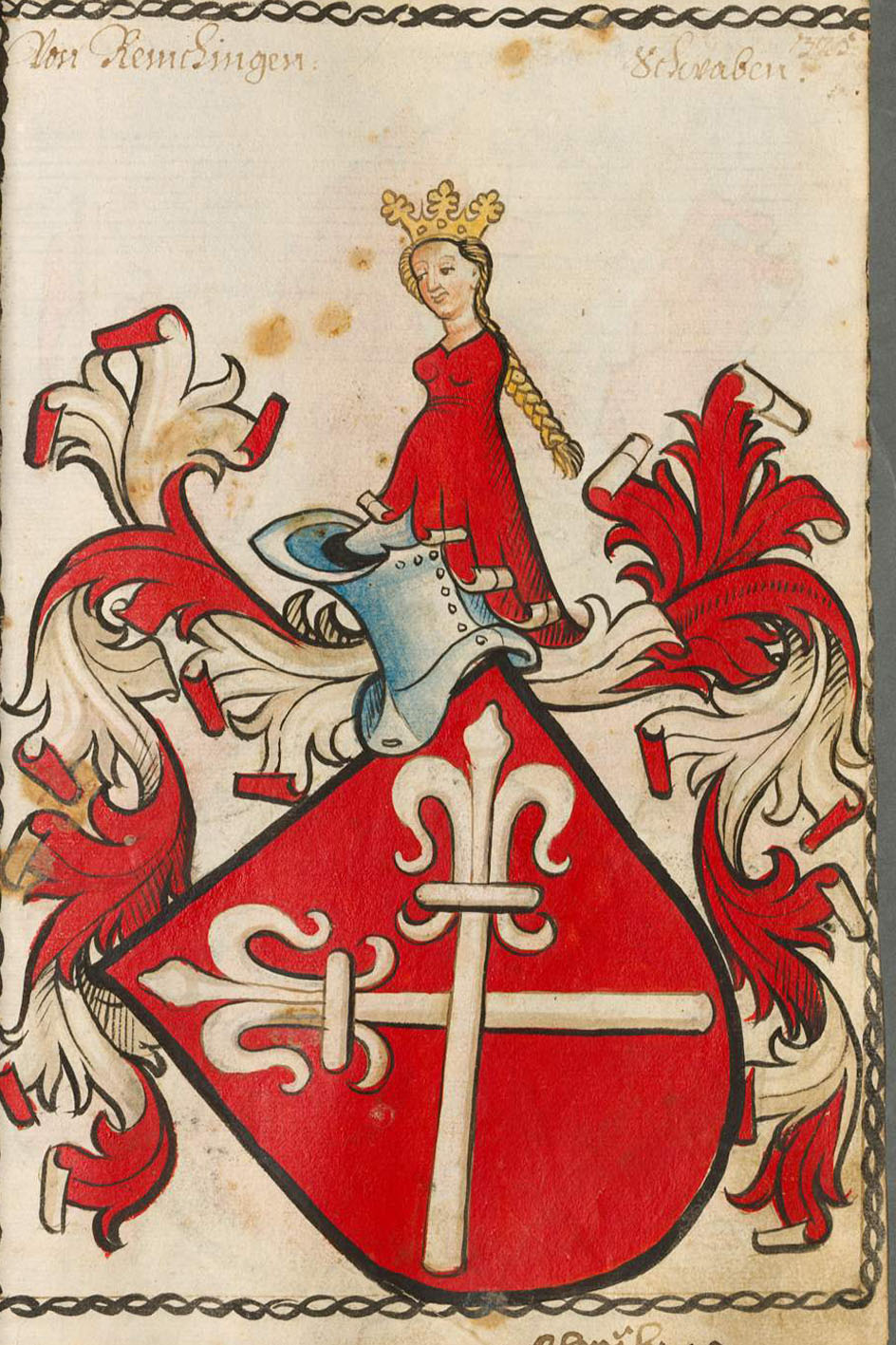
Wappen der Herren von Remchingen (Scheiblersches Wappenbuch)

Die Herren von Remchingen (auch: von Remching, von Remking) waren ursprünglich Ministeriale der Grafen von Grüningen und nach 1121 der Grafen von Vaihingen, die ihren Stammsitz in Remmingen im Unteren Enztal hatten. Ein Zweig der Familie siedelte sich um 1300 nahe Wilferdingen im Pfinztal an. Eine spätere Linie erreichte den Freiherrenstand.

## Geschichte

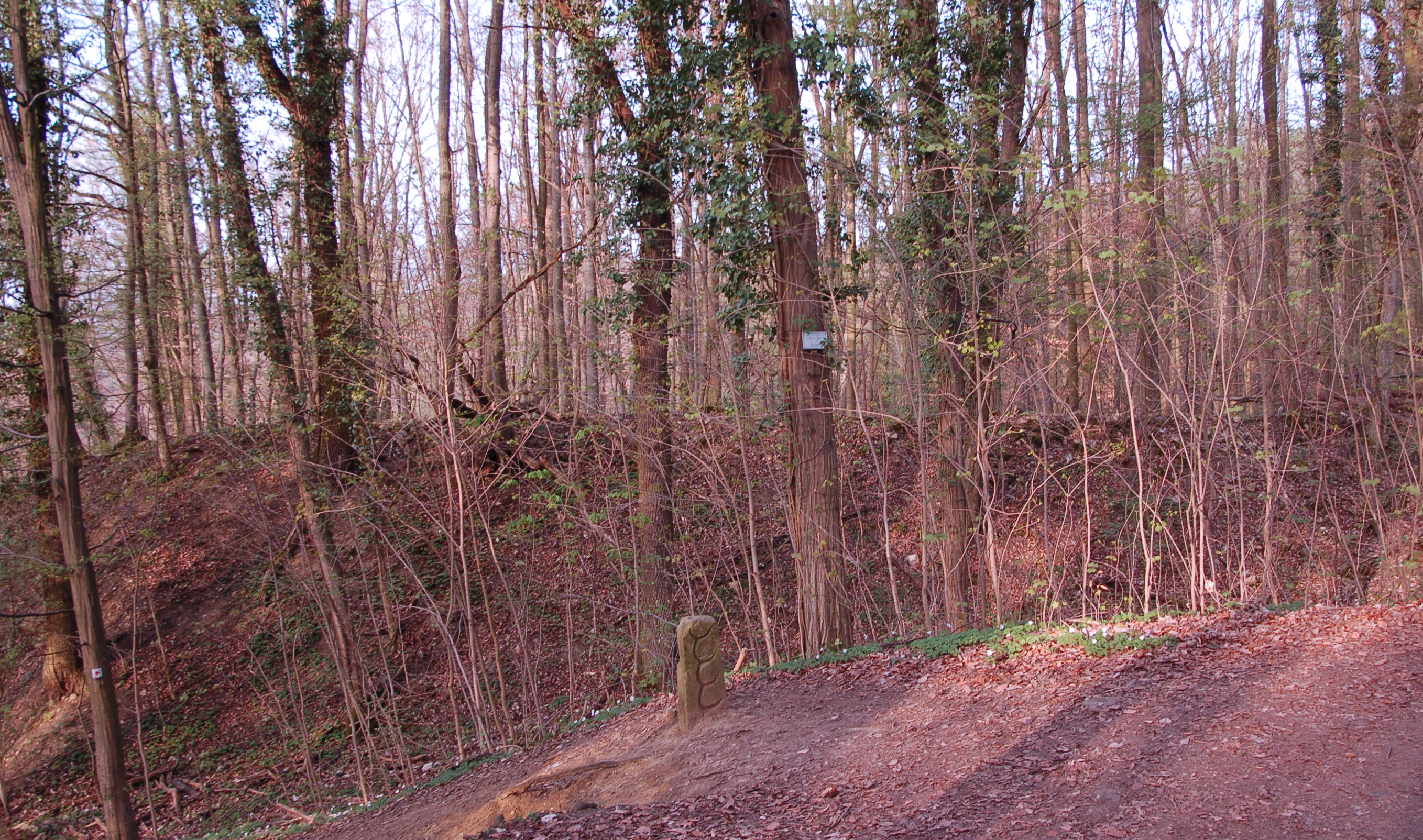
Burgstall des Stammsitzes im Rotenacker mit Grenzstein vor dem ehemaligen Graben

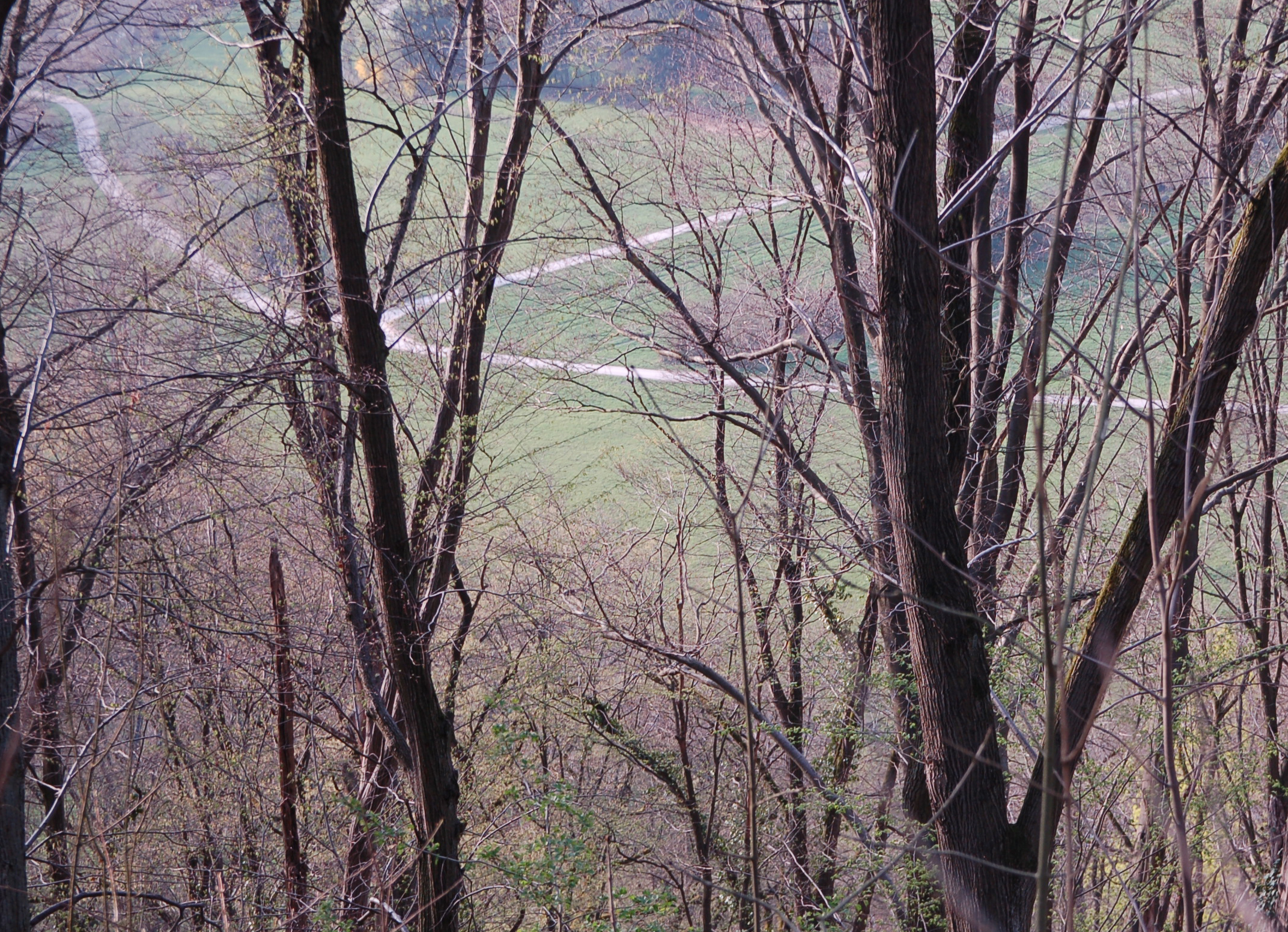
Blick vom Burgstall des Remminger Schlössles auf den Siedlungsplatz des Dorfes Remmichingen

### Anfänge
Die ersten bekannten Vertreter der Familie sind „Sigeboto von Remmincheim“, der 1089 nach dem benachbarten Ministerialen Marquard von Grüningen als Zeuge des Grafen Werner von Grüningen für den Bempflinger Vertrag auftrat, „Cunrad von Remichingin“, der 1160 Zeuge bei einem Kaufvertrag des Bischofs von Speyer für das Kloster Maulbronn war, und Wolfhard von Remchingen, der 1165 in Zürich an einem Ritterturnier teilgenommen haben soll. Sowohl ihr Verwandtschaftsverhältnis, als auch die Abstammung späterer Familienmitglieder von ihnen ist nur teilweise nachvollziehbar. Auf Grund des invertierten Wappenschilds ist eine Verwandtschaft mit den Herren von Venningen wahrscheinlich, die ihren Sitz einst in Bietigheim hatten. Außerdem waren sie wohl mit den Herren von Wihingen (Enzweihingen) und den Herren von Sachsenheim verwandt.

### Stammsitz
Stammsitz der Familie war Remichingen bzw. Remmigheim mit dem Remminger Schlössle, eine im 16. Jahrhundert wüst gefallene Siedlung am Gleithang einer Enzschleife südlich von Untermberg, das heute zur Stadt Bietigheim-Bissingen im Landkreis Ludwigsburg gehört.
Um 1259 besiegelte Berthold „von Remichigen“ zusammen mit seinem Bruder „Cunradus advocatus“ (Vogt von Vaihingen an der Enz) eine Urkunde von Werner von Nöttingen und dessen Töchtern vermutlich als Schwiegersohn und künftiger Ortsherr von Nöttingen bzw. Burgherr der nach seinem Geschlecht umbenannten oder neu erbauten Wasserburg Remchingen bei Wilferdingen, die 1304 erstmals urkundlich in Erscheinung trat. Die Burg lag auf dem Gebiet der 1973 gegründeten Gemeinde Remchingen, die wiederum ihren Namen von den Herren von Remchingen herleitet. Zur Burg gehörte die Vogtei über die umliegenden Dörfer Wilferdingen, Nöttingen, Singen, Darmsbach und Kleinsteinbach. Zu den Aufgaben der Burgherren gehörte zunächst auch die Rodung und Bewirtschaftung benachbarter Gebiete. Auf diese Weise gründeten die von Remchingen die Dörfer Auerbach und Mutschelbach.

### Lehensverhältnisse
Die Herren von Remchingen waren Ministeriale und Lehensträger verschiedener Territorialherren. Bis 1121 waren dies die Grafen von Grüningen, um 1160 die Grafen von Vaihingen. Für die Burg Remchingen und deren Umgebung folgen dann die Markgrafen von Baden, zu Anfang gemeinsam mit den Grafen von Eberstein und dem Kloster Weißenburg.

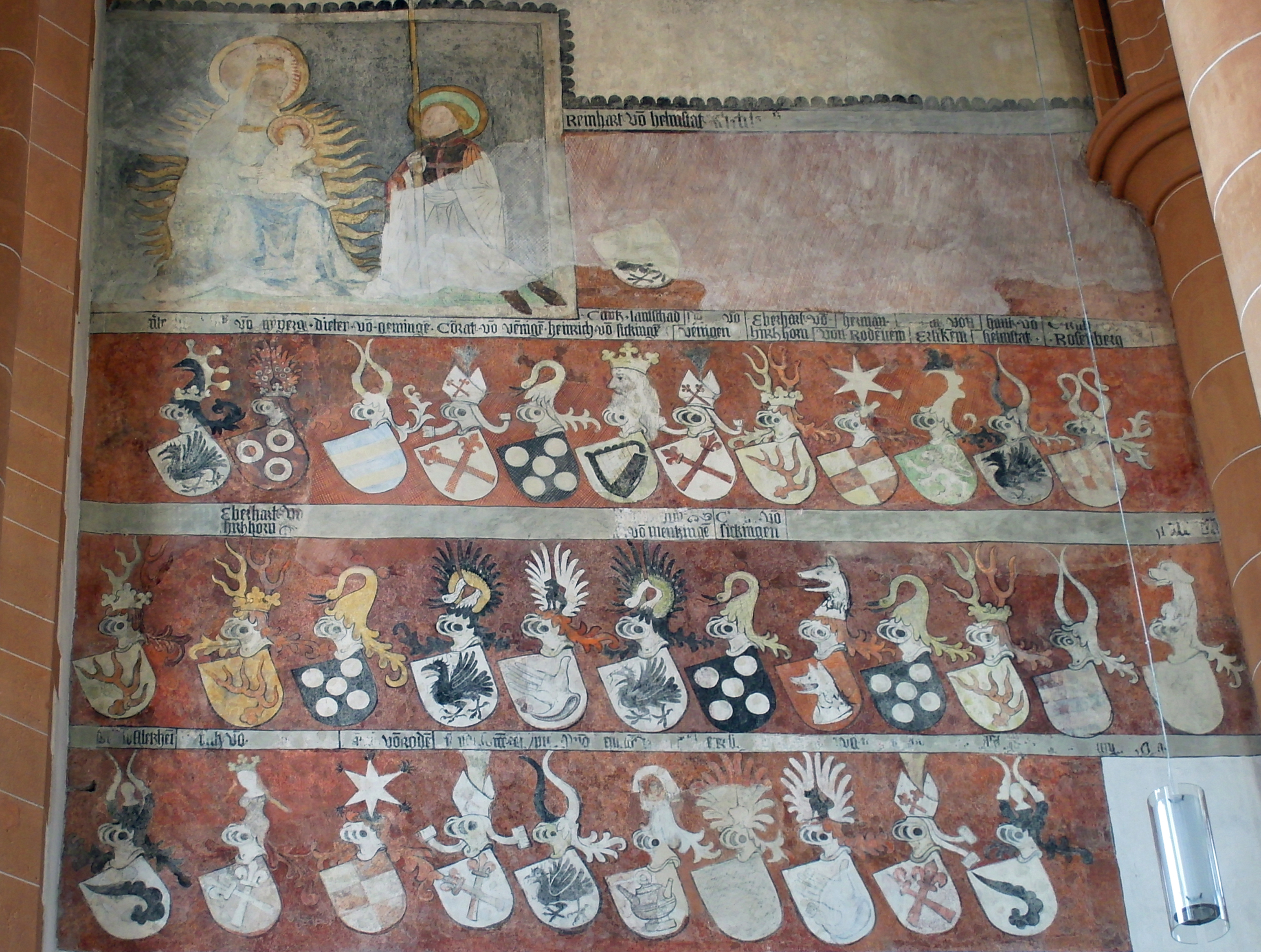
Wappenfries Zum Esel in der Heiliggeistkirche in Heidelberg (vor 1450)

### Turniergesellschaften
1414 bis zumindest 1488 waren die Herren von Remchingen Mitglieder der Turniergesellschaft mit dem Esel. Das Wappen taucht aber auch bei der Gesellschaft im Leitbracken von Schwaben auf.

### Verlust der Burg Remchingen
Das freie Eigentum der Herren von Remchingen bestand wohl aus der Burg Remchingen und etwas Grundbesitz in der Nähe. Es gelang ihnen nicht, den eigenen Grundbesitz zu behaupten. Sie gerieten im Lauf der Zeit immer mehr in die Abhängigkeit ihrer Lehensherren, bis sie schließlich vor 1429 die Burg abgeben mussten und nur noch eine Hofstatt innerhalb der Anlage nutzen konnten. Erst ab 1510 errang Martin von Remchingen die Burg schrittweise wieder zum Lehen. Seine Methoden gegenüber der Bevölkerung waren allerdings so eigennützig, dass das markgräflich badische Schiedsgericht einschreiten musste. Das Lehen wurde von Martins Söhnen 1562 an das Haus Baden zurückgegeben. In dieser Zeit verließ die Familie endgültig ihren Stammsitz und teilte sich in zwei Linien, die württembergische und die schwäbische, benannt nach der bayerischen Region Schwaben. Martin und seine Söhne waren 1548 Mitglieder des Ritterkantons Neckar-Schwarzwald.

### Besitz Neuenbürg
Bereits im 14. Jahrhundert waren die Herren von Remchingen in Neuenbürg im Kraichgau pfandweise begütert, später als Lehen der Grafen von Eberstein. In der zweiten Hälfte des 15. Jahrhunderts erhielten Träger des Neuenbürger Lehens Weingarten in der Pfalz von den Herren von Hirschhorn zum Lehen. Diese von Remchingen wurden auch als Amtmänner im badischen Teil von Lahr genannt. Das Lehen Neuenbürg scheint nicht in direkter Linie vererbt worden zu sein, denn verschiedene Zweige der Familie tauchten dort auf. Die Präsenz derer von Remchingen in Neuenbürg endete vor 1661.

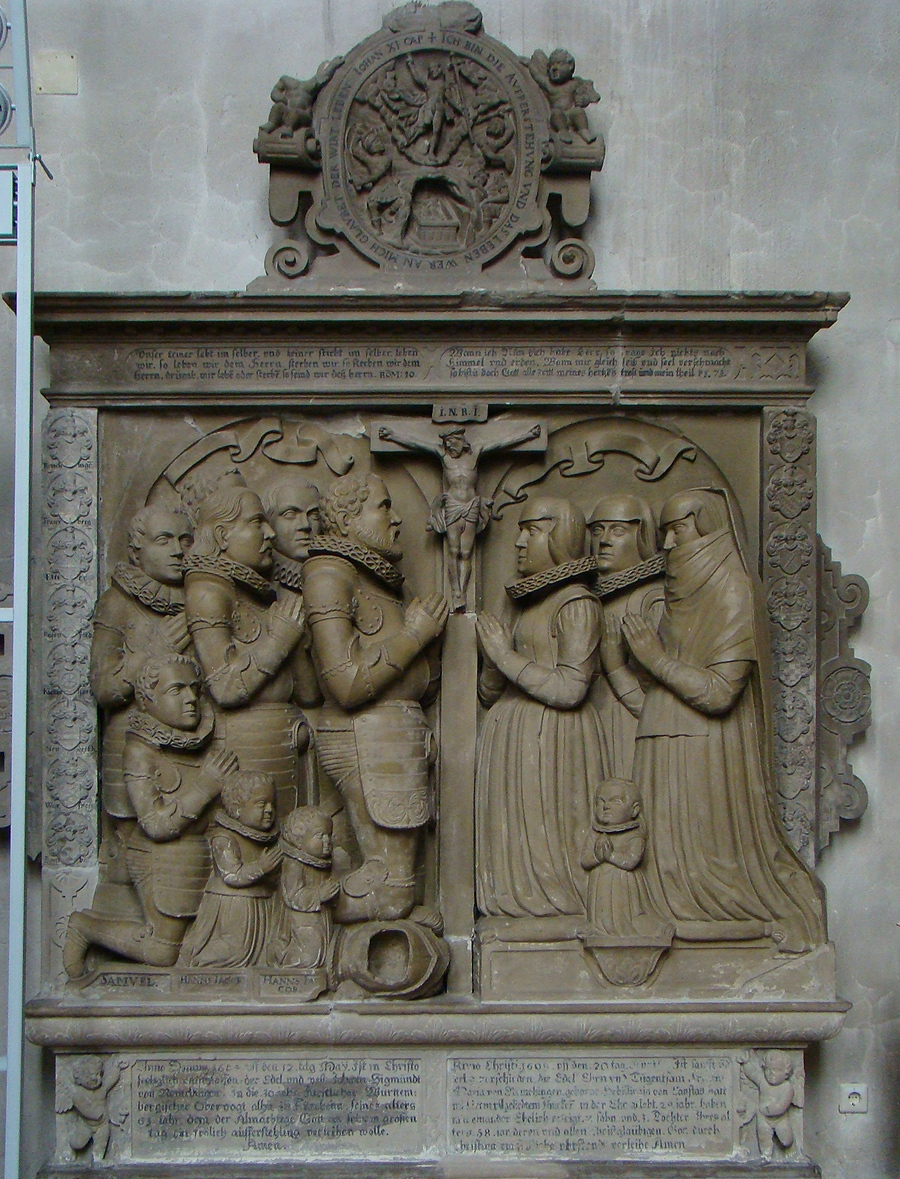
Epitaph für Johann Sigmund von Remchingen in der Martinskirche (Kirchheim unter Teck)

### Württembergische Linie
Einer der Söhne Martins von Remchingen, des letzten Burgherren auf Remchingen war Johann Sigismund von Remchingen (1541–1604). Er wurde Obervogt zu Kirchheim unter Teck und war der Begründer der württembergischen Linie, die über fünf Generationen zahlreich blühte und mit der Stiftsdame Dorothea Amalia von Remchingen am 23. April 1735 erlosch. Mitglieder dieser Linie befanden sich auch verschiedentlich in badischen Diensten.

### Freiherrliche, schwäbische Linie auf Apfeltrang
Ein Bruder Johann Sigismunds war Daniel von Remchingen (1526–1576), badischer Rat in Pforzheim, 1565 Obervogt in Wildbad. Auf ihn und seinen Sohn Carl Ulrich geht die zweite Linie zurück, die später im bayerischen Schwaben begütert war und deshalb als schwäbische Linie bezeichnet wird.
Die Herren von Remchingen traten bald nach dem Aufkeimen der Reformation zur protestantischen Konfession über. Nur wenige konvertierten wieder zum Katholizismus, wie zum Beispiel 1640 Philipp Julius von Remchingen (1606–1681), kaiserlicher Oberstleutnant, Rat in Augsburg, Pfleger zu Sonthofen. Er erhielt das Lehen über das Adelsgut und Dorf Apfeltrang im Allgäu 1659 vom Bischof von Augsburg. Es blieb bis zum Aussterben des dortigen, lehensfähigen Mannesstamms 1757 bei den Freiherren von Remchingen. Wann der Freiherrentitel verliehen wurde, ist unklar.
Die letzte Namensträgerin war Ludovica Freiin von Remchingen, Klosterfrau, die nach dem Grabstein in Füssen 1793 starb, nachdem der Mannesstamm bereits mit ihrem Bruder Franz Adam, Stiftsherr in Berchtesgaden 1779 erloschen war. Beide stammten aus einem Seitenzweig der schwäbischen Linie.

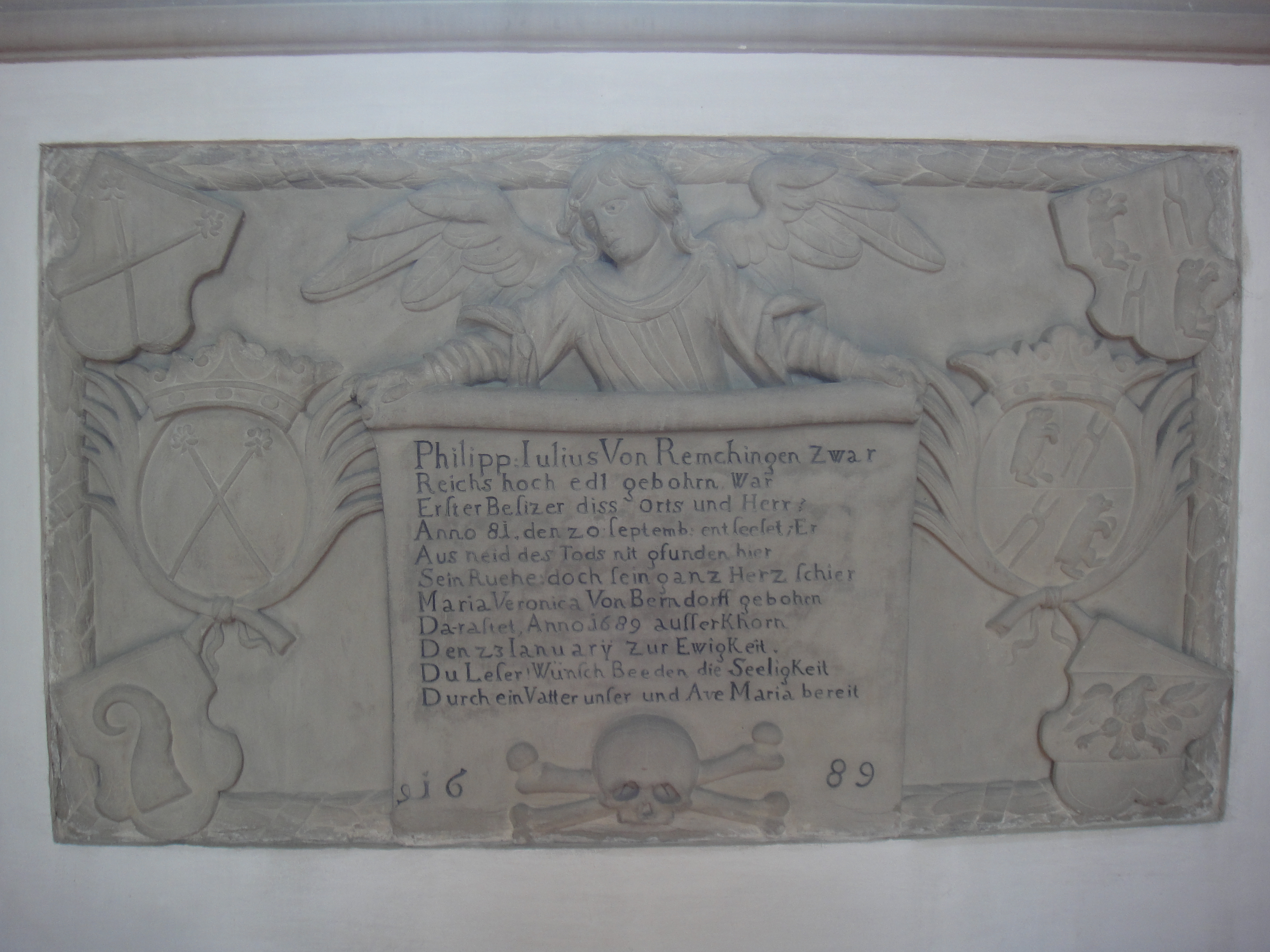
Epitaph für Philipp Julius von Remchingen, Ortsherr von Apfeltrang im Allgäu in der Pfarrkirche St. Michael in Apfeltrang

## Persönlichkeiten
- Berthold von Remichingen, urkundlich belegt von 1259 bis 1271, „Dominus“.[12]
- Johann von Remchingen, 1441–1446 Großkomtur des Deutschen Ordens.[4]
- Catharina von Remchingen, 1537–1550 Äbtissin des Klosters Frauenalb.[4]
- Hans von Remchingen (1515–1576), Obervogt in Kirchheim unter Teck.[4]
- Daniel von Remchingen (1526–1576), badischer Rat in Pforzheim, 1565 Obervogt in Wildbad.[4]
- Carl Ulrich von Remchingen, 1578 Obervogt zu Wildberg und Nagold.[4]
- Johann Ulrich von Remchingen, 1587 Obervogt zu Blaubeuren.[4]
- Sophie von Remchingen († 1614), 1590 Äbtissin des Stifts Oberstenfeld.[4]
- Johann Sigismund von Remchingen (1541–1604), Obervogt zu Kirchheim unter Teck.[4]
- Martin Ernst von Remchingen (1546–1619), badischer Obervogt, Landvogt, 1604 badischer Statthalter in Emmendingen.[4]
- Wilhelm von Remchingen (1555–1630), Landhofmeister, württembergischer Hofrichter, Obervogt zu Urach.[4]
- Ernst Ludwig von Remchingen (1622–1689), Burgvogt von Tübingen
- Benedikta Freiin von Remchingen, 1723–1743 Äbtissin des Klosters Holzen[13]
- Franz Joseph Eustach Freiherr von Remchingen (1684–1752), Generalfeldwachtmeister des schwäbischen Reichskreises, General Chef der württembergischen Armee.
- Philipp Karl Freiherr von Remking,[14] auch Franz Carl von Remching (1687–1746),[15] nach Eintritt ins Kloster Straubing: Kapuziner-Pater Martinus (von Pfaffenhausen).
- Christian Sebastian von Remchingen (1689–1777), Malteserritter, Großprior von Ungarn, später Großprior von Deutschland und damit auch Fürst von Heitersheim.[4]

## Wappen

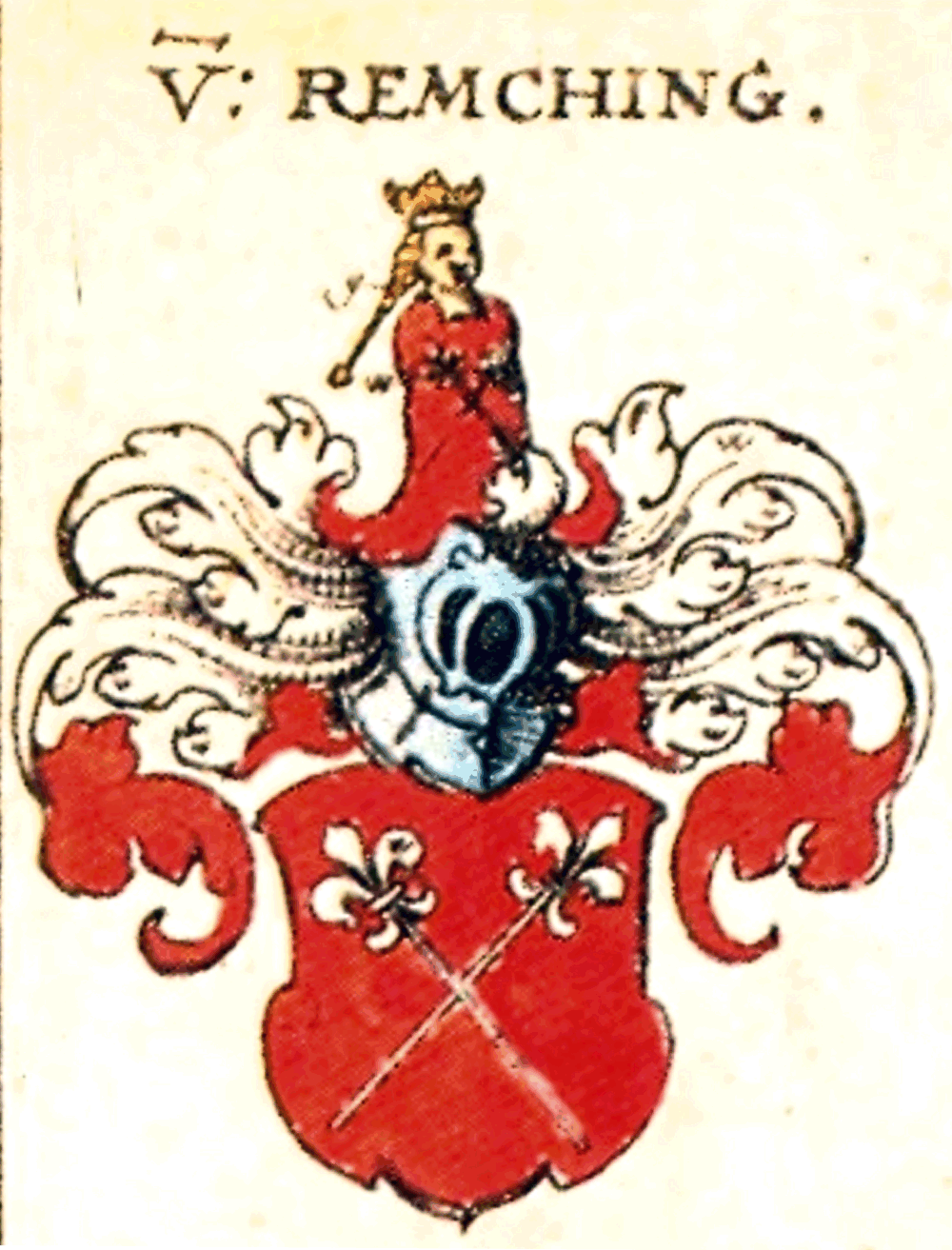
Darstellung des Wappens in Siebmachers Wappenbuch (Horst Appuhn, 1989)

In Rot zwei gekreuzte silberne Lilienstäbe (Gleven). Helmzier ist eine armlose Jungfrau im roten Gewand mit gekreuzten silbernen Gleven darauf, goldgekrönt und mit goldenem Zopf. Die Gleven auf dem Gewand fehlen in einzelnen Darstellungen. Helmdecken: rot und silber.